# Mentalize
Mentalize è il secondo album solista di Andre Matos, pubblicato in Brasile e Giappone il 26 agosto 2009 e disponibile in Europa dal 1º febbraio 2010. La versione giapponese contiene 12 tracce ufficiali e 2 Bonus Track tra cui Teo Torriatte (Let Us Cling Together), cover dell'omonimo brano dei Queen appartenente all'album A Day at the Races (1976).
La versione Brasiliana contiene invece la traccia bonus Don't Despair, riarrangiamento della demo presente nell'album Reaching Horizons(1992) degli Angra, mai inserita in un album ufficiale.
L'album risente ancora di quelle influenze di stampo progressive, in particolare sinfoniche e tribali, che hanno caratterizzato il sound dei lavori di Andre Matos sin dalle origini; ma stavolta l'accento è posto più che sulle parti melodiche, su quelle più prettamente heavy, impreziosite da suggestivi effetti vocali creati, e dal particolare dinamismo che di canzone in canzone caratterizza l'interpretazione di Matos, e dall'inserzione di voci campionate e cori. Ne risulta un sound decisamente più diretto e meno cavilloso rispetto a quello del suo predecessore, grazie anche all'aggiunta di pezzi di stampo speed metal (quali Power Stream e Shift the Night Away) che mancavano del tutto in Time to Be Free; senza tralasciare l'ormai tradizionale ballata sinfonica rappresentata qui da Back to You, a cui si accompagna l'innovativa track piano-voce A Lapse in Time.

## Tracce
1. Leading On
2. I Will Return
3. Someone Else
4. Shift the Night Away
5. Back to You
6. Mentalize
7. The Myriad
8. When the Sun Cried Out
9. Mirror of Me
10. Violence
11. A Lapse in Time
12. Power Stream
13. Don't Despair (Bonus Track Versione Brasiliana)
14. 手をとりあって Teo Torriatte(Let Us Cling Together) (Bonus Track per il Giappone)
15. Forever Is Too Long (Bonus Track Per il Giappone)

## Formazione
- Andre Matos - voce
- Hugo Mariutti - chitarra
- Andre 'Zaza' Hernandez - chitarra
- Luis Mariutti - basso
- Eloy Casagrande - batteria
- Fabio Ribeiro - tastiere